# District de Linxiang
Pour les articles homonymes, voir Linxiang (homonymie).
Le district de Linxiang (临翔区 ; pinyin : Línxiáng Qū) est une subdivision administrative de la province du Yunnan en Chine. Il est placé sous la juridiction administrative de la ville-préfecture de Lincang.